# 2026 no desporto
Nesta página encontram-se os fatos e referências do desporto que acontecerão durante o ano de 2026.

## Eventos previstos

### Eventos multidesportivos
- 6 a 22 de fevereiro – Jogos Olímpicos de Inverno, em  Milão-Cortina.[1]
- 6 a 15 de março – Jogos Paralímpicos de Inverno, em  Milão-Cortina.[2]
- 13 a 22 de junho – Jogos do Mediterrâneo, em  Tarento.[3]
- 19 de setembro a 4 de outubro – Jogos Asiáticos, em  Nagoia.[4]
- 31 de outubro a 13 de novembro – Jogos Olímpicos de Verão da Juventude, em  Dacar.[5]
- A definir – Jogos da Commonwealth, em local a definir.
- A definir – Jogos Sul-Americanos, em  Rosário e Santa Fé.[6]
- A definir – Jogos Centro-Americanos e do Caribe, em  Santo Domingo.[7]

### Basquetebol
- 4 a 13 de setembro – Copa do Mundo de Basquetebol Feminino, em  Berlim.[8]

### Futebol
- 8 de junho a 19 de julho - Copa do Mundo FIFA, no  Canadá,  Estados Unidos e  México.[9]
- A anunciar – Copa do Mundo de Futebol Feminino Sub-20, na  Polónia.[10]

### Futsal
- 18 de janeiro a 8 de fevereiro – Campeonato Europeu, na  Letônia e  Lituânia.[11]